# Grassendorf
Grassendorf (prononcé [ɡrasəndɔrf]) est une commune française de la plaine d'Alsace située à 28,1 km au nord-ouest de Strasbourg dans la circonscription administrative du Bas-Rhin et, depuis le 1er janvier 2021, dans le territoire de la Collectivité européenne d'Alsace, en région Grand Est.
Cette commune se trouve dans la région historique et culturelle d'Alsace.
Village de milieu rural, Grassendorf est intégrée dans la communauté de communes du pays de la Zorn qui regroupe 27 localités autour de Hochfelden.

## Géographie

### Communes limitrophes
|              | Val-de-Moder |              |
| Ettendorf    | Grassendorf  | Morschwiller |
| Alteckendorf |              | Huttendorf   |

### Hydrographie

#### Réseau hydrographique
La commune est dans le bassin versant du Rhin au sein du bassin Rhin-Meuse. Elle est drainée par le ruisseau le Lomdgraben et le ruisseau le Schweingraben,.
Le Lomdgraben, d'une longueur de 11 km, prend sa source dans la commune  et se jette  dans la Moder à Schweighouse-sur-Moder, après avoir traversé sept communes. 

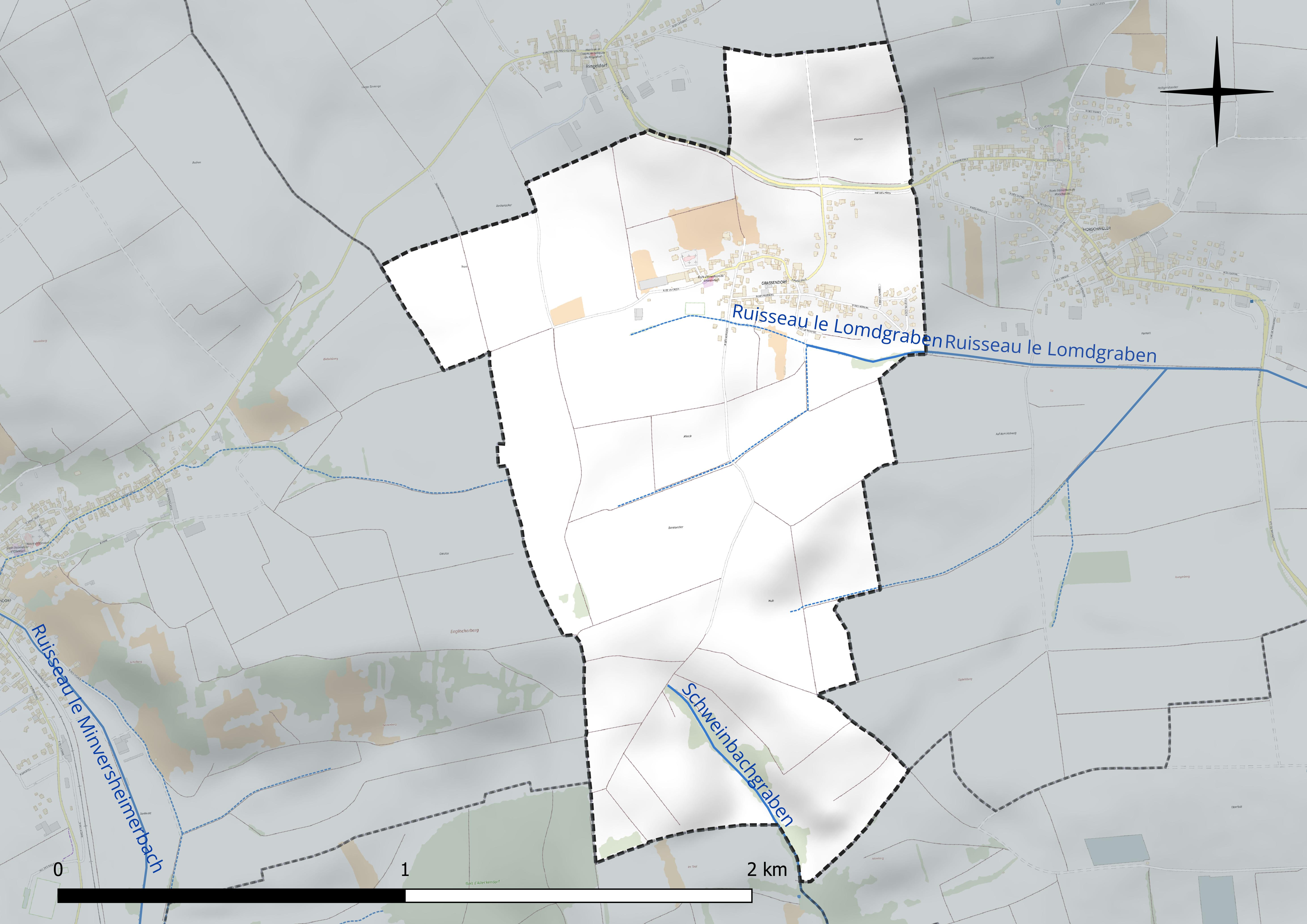
Réseau hydrographique de Grassendorf.

#### Gestion et qualité des eaux
Le territoire communal est couvert par le schéma d'aménagement et de gestion des eaux (SAGE) « Moder ». Ce document de planification concerne le bassin versant de la Moder dont le territoire s'étend sur 1 720 km2. Le périmètre a été arrêté le 25 janvier 2006. La commission locale de l'eau a été créée le 12 juillet 2007, puis modifiée le 14 décembre 2021. La structure porteuse de l'élaboration et de la mise en œuvre est le Syndicat des eaux et de l’assainissement Alsace-Moselle (SDEA). 
La qualité des cours d’eau peut être consultée sur un site dédié géré par les agences de l’eau et l’Agence française pour la biodiversité. 

### Climat
Pour des articles plus généraux, voir Climat du Grand Est et Climat du Bas-Rhin.
En 2010, le climat de la commune est de type climat des marges montargnardes, selon une étude du Centre national de la recherche scientifique s'appuyant sur une série de données couvrant la période 1971-2000. En 2020, Météo-France publie une typologie des climats de la France métropolitaine dans laquelle la commune est exposée à un climat semi-continental et est dans la région climatique  Vosges, caractérisée par une pluviométrie très élevée (1 500 à 2 000 mm/an) en toutes saisons et un hiver rude (moins de 1 °C).
Pour la période 1971-2000, la température annuelle moyenne est de 10,3 °C, avec une amplitude thermique annuelle de 17,7 °C. Le cumul annuel moyen de précipitations est de 851 mm, avec 10,3 jours de précipitations en janvier et 10,4 jours en juillet. Pour la période 1991-2020, la température moyenne annuelle observée sur la station météorologique de Météo-France la plus proche, « Uhrwiller_sapc », sur la commune de Uhrwiller à 7 km à vol d'oiseau, est de 10,9 °C et le cumul annuel moyen de précipitations est de 740,0 mm. 
La température maximale relevée sur cette station est de 38,7 °C, atteinte le 7 août 2015 ; la température minimale est de −18 °C, atteinte le 20 décembre 2009,,.
Les paramètres climatiques de la commune ont été estimés pour le milieu du siècle (2041-2070) selon différents scénarios d'émission de gaz à effet de serre à partir des nouvelles projections climatiques de référence DRIAS-2020. Ils sont consultables sur un site dédié publié par Météo-France en novembre 2022.

## Urbanisme

### Typologie
Au 1er janvier 2024, Grassendorf est catégorisée commune rurale à habitat dispersé, selon la nouvelle grille communale de densité à sept niveaux définie par l'Insee en 2022.
Elle est située hors unité urbaine. Par ailleurs la commune fait partie de l'aire d'attraction de Strasbourg (partie française), dont elle est une commune de la couronne,. Cette aire, qui regroupe 268 communes, est catégorisée dans les aires de 700 000 habitants ou plus (hors Paris),.

### Occupation des sols
L'occupation des sols de la commune, telle qu'elle ressort de la base de données européenne d’occupation biophysique des sols Corine Land Cover (CLC), est marquée par l'importance des territoires agricoles (92,6 % en 2018), une proportion identique à celle de 1990 (92,6 %). La répartition détaillée en 2018 est la suivante : 
terres arables (89 %), zones urbanisées (7,2 %), zones agricoles hétérogènes (3,7 %), forêts (0,2 %). L'évolution de l’occupation des sols de la commune et de ses infrastructures peut être observée sur les différentes représentations cartographiques du territoire : la carte de Cassini (XVIIIe siècle), la carte d'état-major (1820-1866) et les cartes ou photos aériennes de l'IGN pour la période actuelle (1950 à aujourd'hui).

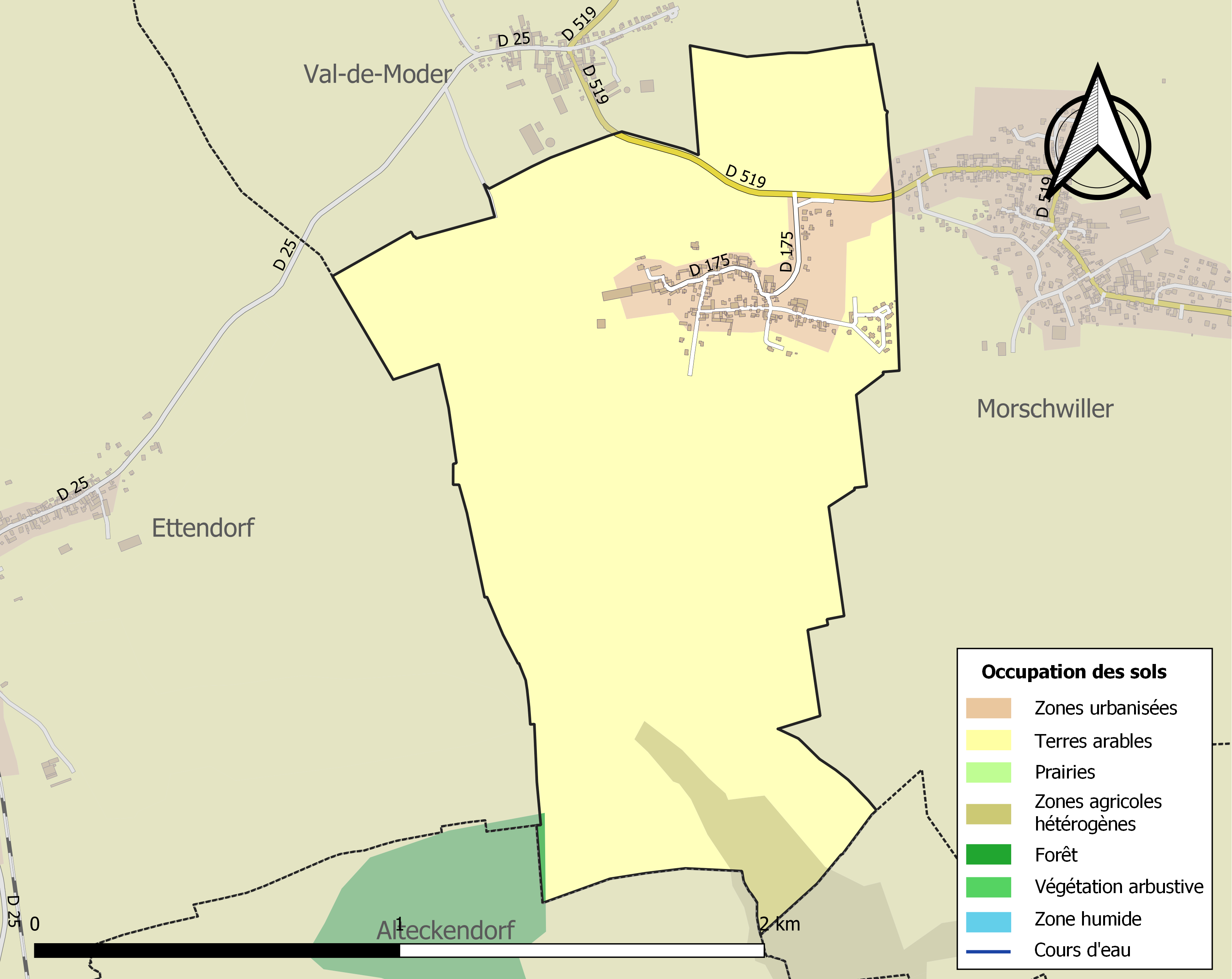
Carte des infrastructures et de l'occupation des sols de la commune en 2018 (CLC).

## Histoire
Bachhofen, village disparu avant la guerre de Trente Ans, formait autrefois avec sa filiale Grassendorf une unique paroisse. La ruine de l'église Saint-Ulrich de Bachhofen fut démolie vers 1841.
Au milieu du XVIIe siècle, la commune connaît une importante arrivée d'immigrants en provenance de Picardie et plus particulièrement de la Thiérache.
Dans le dialecte alsacien, les habitants de Grassendorf portent le surnom de « Welschguller », association de deux mots germains ancien de « welsch » gallois, gaulois, étranger et « guller » se rapportant à coq ou volaille. On retrouve ainsi le welschkorn « korn » signifiant « grain » donc le « grain étranger » ou aujourd'hui le « maïs ».
Si l'on considère les sources historiques, on voit que Grassendorf a été peuplée par des Français venus de Picardie. Les Alsaciens, dont la langue est germanique, appelaient ces étrangers des « welsch », un terme signifiant : « l'étranger qui parle une langue latine », ce qui était le cas pour ces immigrants ayant un accent picard et une méconnaissance du dialecte alsacien.

## Politique et administration

### Liste des maires
| Période                                  | Période                   | Identité                                          | Étiquette | Qualité                          |
| ---------------------------------------- | ------------------------- | ------------------------------------------------- | --------- | -------------------------------- |
| Les données manquantes sont à compléter. |                           |                                                   |           |                                  |
| 2001                                     | En cours (au 31 mai 2020) | Bernard Ingwiller, Réélu pour le mandat 2020-2026 | UMP       | Conseiller général jusqu'en 2009 |

## Population et société

### Démographie
L'évolution du nombre d'habitants est connue à travers les recensements de la population effectués dans la commune depuis 1793. Pour les communes de moins de 10 000 habitants, une enquête de recensement portant sur toute la population est réalisée tous les cinq ans, les populations de référence des années intermédiaires étant quant à elles estimées par interpolation ou extrapolation. Pour la commune, le premier recensement exhaustif entrant dans le cadre du nouveau dispositif a été réalisé en 2006.

En 2022, la commune comptait 258 habitants, en évolution de +3,61 % par rapport à 2016 (Bas-Rhin : +3,17 %, France hors Mayotte : +2,11 %).
| 1793 | 1800 | 1806 | 1821 | 1831 | 1836 | 1841 | 1846 | 1851 |
| ---- | ---- | ---- | ---- | ---- | ---- | ---- | ---- | ---- |
| 212  | 249  | 273  | 414  | 313  | 325  | 316  | 307  | 286  |

| 1856 | 1861 | 1866 | 1871 | 1875 | 1880 | 1885 | 1890 | 1895 |
| ---- | ---- | ---- | ---- | ---- | ---- | ---- | ---- | ---- |
| 305  | 313  | 298  | 275  | 261  | 281  | 273  | 277  | 294  |

| 1900 | 1905 | 1910 | 1921 | 1926 | 1931 | 1936 | 1946 | 1954 |
| ---- | ---- | ---- | ---- | ---- | ---- | ---- | ---- | ---- |
| 303  | 305  | 280  | 248  | 235  | 239  | 228  | 221  | 205  |

| 1962 | 1968 | 1975 | 1982 | 1990 | 1999 | 2006 | 2011 | 2016 |
| ---- | ---- | ---- | ---- | ---- | ---- | ---- | ---- | ---- |
| 209  | 203  | 201  | 183  | 195  | 189  | 182  | 215  | 249  |

| 2021 | 2022 | - | - | - | - | - | - | - |
| ---- | ---- | - | - | - | - | - | - | - |
| 255  | 258  | - | - | - | - | - | - | - |

## Culture locale et patrimoine

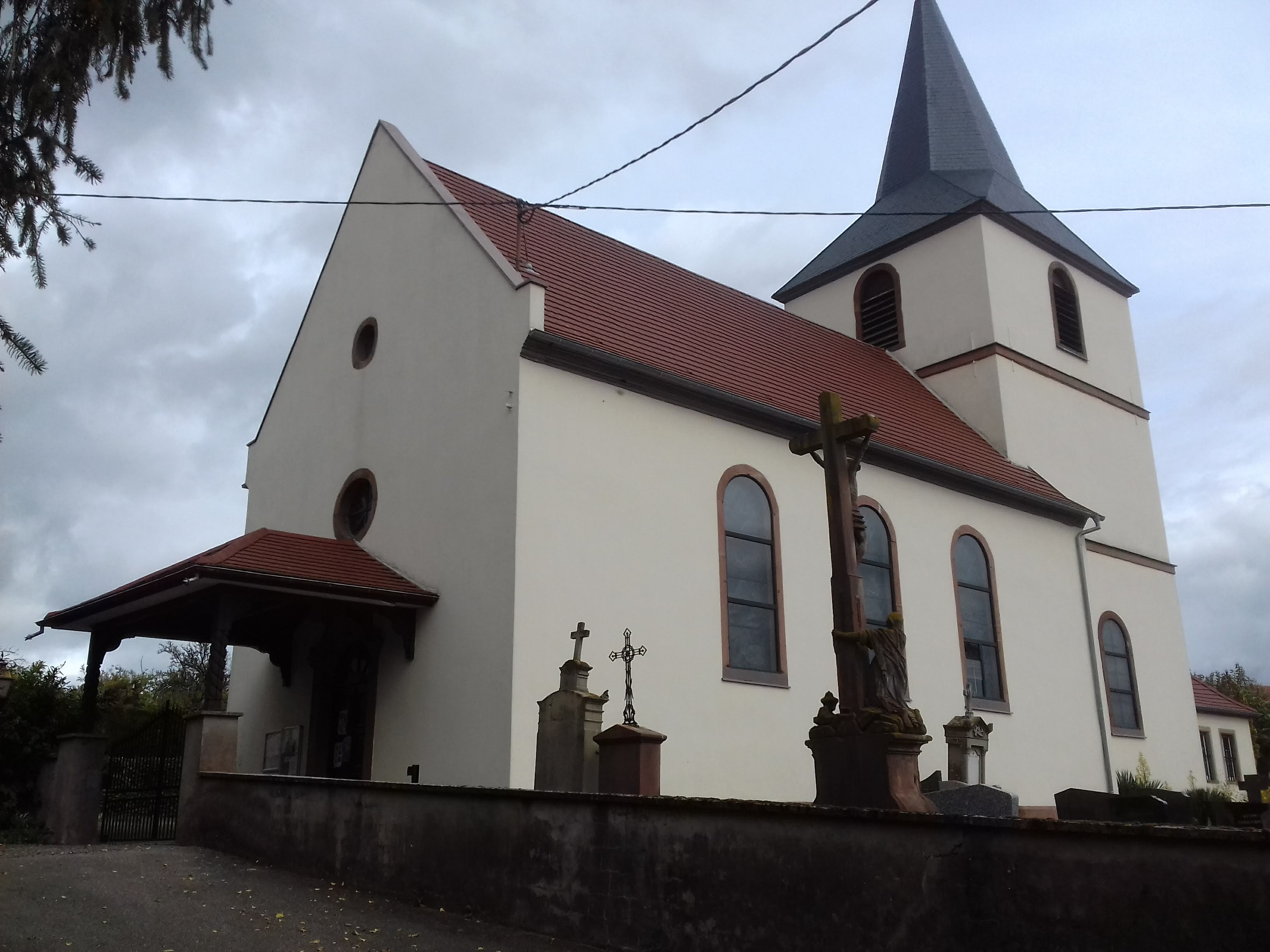
L'église Sainte-Agathe.

### Lieux et monuments
- L'église Sainte-Agathe[23].
- Le monument aux morts réalisé en 1981[24].

### Héraldique
| Blason de Grassendorf | Blason  | D'azur à sainte Agathe martyre d'or. |
| Blason de Grassendorf | Détails |                                      |